# Хоакін Санчес
Хоакі́н Са́нчес Родрі́гес (ісп. Joaquín Sánchez Rodríguez, нар. 21 липня 1981, Ель-Пуерто-де-Санта-Марія), відоміший як просто Хоакін, — іспанський футболіст, фланговий півзахисник.

## Клубна кар'єра
Народився 21 липня 1981 року в місті Ель-Пуерто-де-Санта-Марія. Вихованець футбольної школи клубу «Реал Бетіс».
У дорослому футболі дебютував 1999 року виступами за «Реал Бетіс», в якому провів сім сезонів, взявши участь у 181 матчі чемпіонату. Більшість часу, проведеного у складі «Реала Бетіс», був основним гравцем команди.
Своєю грою за команду привернув увагу представників тренерського штабу «Валенсії», до складу якого приєднався в серпні 2006 року за 25 млн. євро. Відіграв за валенсійський клуб наступні п'ять сезонів своєї ігрової кар'єри. Граючи у складі «Валенсії» також здебільшого виходив на поле в основному складі команди. За цей час виборов титул володаря Кубка Іспанії з футболу.
До складу клубу «Малага» приєднався 27 червня 2011 року, підписавши контракт на 3 роки. Відіграв за клуб з Малаги 57 матчів в національному чемпіонаті.
2013 року став гравцем італійської «Фіорентіни».
31 серпня 2015 року Хоакін повернувся в «Бетіс», подписавши контракт на три роки.
8 грудня 2019 року у матчі проти «Атлетіка» (Більбао) (3:2) зробив хет-трик і у віці 38 років і 140 днів став найстаршим гравцем в історії чемпіонату Іспанії, який відзначився трьома забитими м'ячами в одному матчі.
В листопаді 2021 року Хоакін Санчес оголосив, що сезон 2021/22 стане останнім у його кар"єрі футболіста. Утім, вирішив пограти ще один рік і в сезоні 2022/23 став найстаршим гравцем Ла Ліги. Після завершення чемпіонату остаточно повісив бутси на цвях. За зіграними матчами в еліті іспанського футболу ділить перше місце із Андоні Субісарретою — в обох у активі 622 гри.

## Виступи за збірну
13 лютого 2002 року дебютував в офіційних матчах у складі національної збірної Іспанії в товариському матчі проти збірної Португалії, який завершився з рахунком 1-1.
У складі збірної був учасником чемпіонату світу 2002 року в Японії і Південній Кореї, на якому не забив вирішальний післяматчевий пенальті у чвертьфіналі, чемпіонату Європи 2004 року у Португалії та чемпіонату світу 2006 року у Німеччині.
Всього за шість років провів у формі головної команди країни 51 матч, забивши 4 голи.

## Статистика

### Збірна
| Збірна Іспанії | Збірна Іспанії | Збірна Іспанії |
| Роки           | Ігри           | Голи           |
| -------------- | -------------- | -------------- |
| 2002           | 9              | 0              |
| 2003           | 8              | 2              |
| 2004           | 9              | 0              |
| 2005           | 9              | 2              |
| 2006           | 7              | 0              |
| 2007           | 9              | 0              |
| Всього         | 51             | 4              |

## Титули і досягнення
- Володар Кубка Іспанії (3):

«Реал Бетіс»: 2004-05, 2021-22
«Валенсія»: 2007-08

### Індивідуальні
- Найкращий бомбардир Кубка Іспанії: 2007-08 (4 голи)